# Dobrovolný svazek obcí silnice I/27
Dobrovolný svazek obcí silnice I/27 je svazek obcí v okresu Plzeň-město a okresu Plzeň-sever, jeho sídlem jsou Kralovice a jeho účelem je koordinovaná spolupráce měst a obcí ležících na trase a v okolí silnice I/27 v úseku Plzeň - Plasy - Kralovice - hranice Plzeňského kraje s cílem zajistit v nejkratší možné době realizaci všech dílčích staveb na zmíněném úseku a jejich uvedení do provozu. Sdružuje celkem 11 obcí a byl založen v roce 2006.

## Obce sdružené v mikroregionu
- Kralovice
- Plasy
- Plzeň
- Kaznějov
- Třemošná
- Horní Bříza
- Vysoká Libyně
- Výrov
- Rybnice
- Hromnice
- Bílov